# Bonifatius IX.

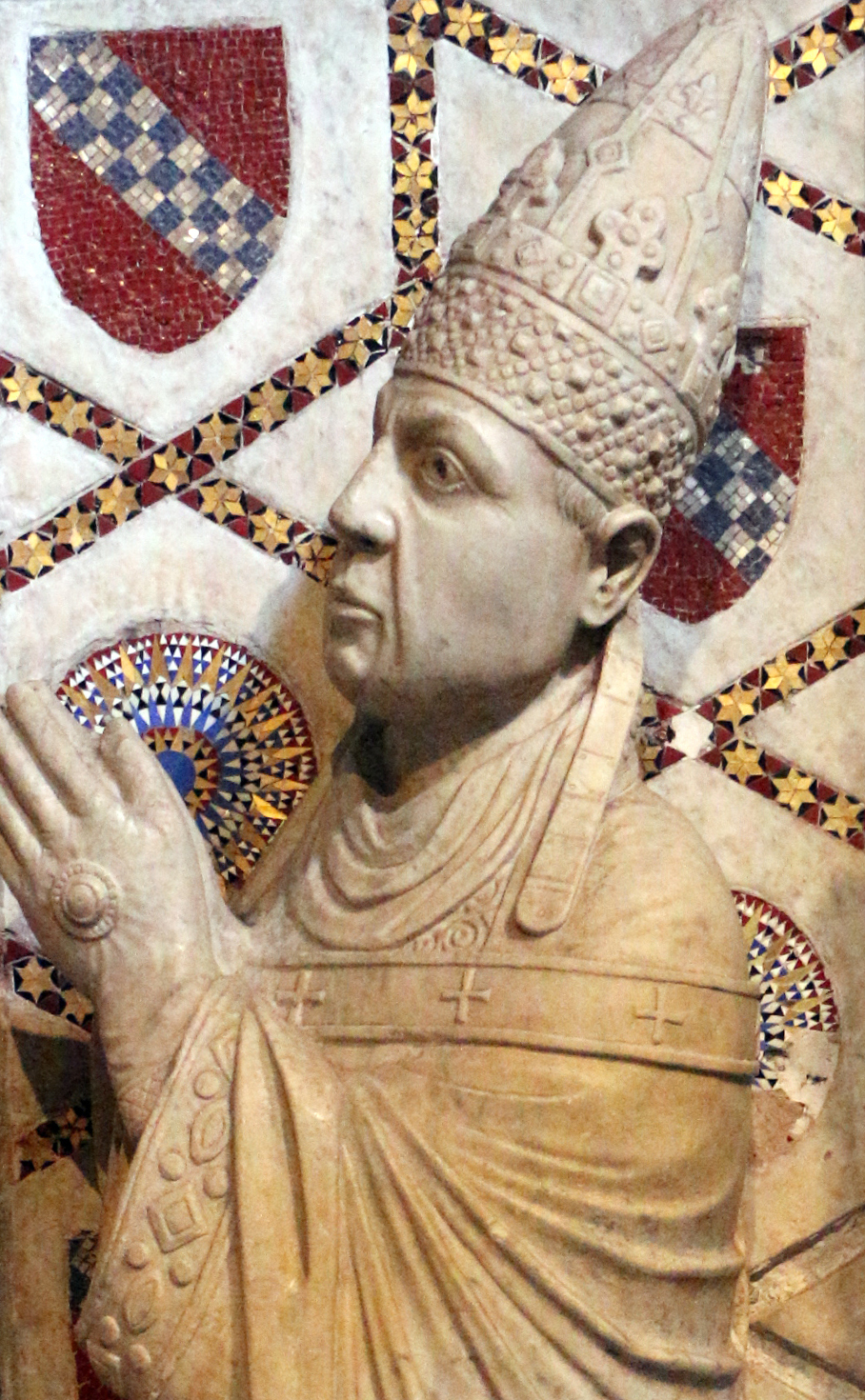
Skulptur in der Lateranbasilika (um 1410)

Wappen Papst Bonifatius’ IX., moderne Nachzeichnung

Bonifatius IX. (ursprünglich Pietro Tomacelli; * 1350 in Neapel; † 1. Oktober 1404 in Rom) war Papst vom 2. November 1389 bis 1404.

## Leben
Vor seinem Pontifikat war Pietro Tomacelli seit 1381 Kardinaldiakon von San Giorgio in Velabro, 1385 wurde er Kardinalpriester von Santa Anastasia. Er regierte während des Abendländischen Schismas in Rom, während in Avignon Clemens VII. amtierte. 
Papst Bonifatius beendete die Politik seines Vorgängers Urban VI. und zeigte sich diplomatischer als dieser. Unter anderem schloss er Frieden mit dem Königreich Neapel und erkannte Ladislaus, Sohn des ermordeten Karl III., von Neapel, als Herrscher von Neapel an. Trotzdem gelang es ihm nicht, das Schisma zu überwinden. Ab 1390 musste er sich zudem mit den Visconti auseinandersetzen, die große Teile des Kirchenstaates eroberten. Der daraus entstehende Krieg hielt bis 1392 an.
Nach dem Tod von Gegenpapst Clemens wurde mit Benedikt (XIII.) ein Nachfolger gewählt. Trotz aller Gegensätze herrschte zwischen den beiden Prätendenten Einigkeit über die Notwendigkeit eines Kreuzzugs. Der osmanische Sultan Bayezid I. hatte mit der Eroberung Bulgariens die ungarische Grenze erreicht. Das letzte und größte Kreuzzugsheer sollte nun unter der Führung von König Sigismund von Ungarn, dem späteren deutschen Kaiser, Bayezid I. schlagen und dann bis nach Jerusalem vordringen. Doch wurde das Kreuzzugsheer bereits in der Schlacht von Nikopolis vernichtend geschlagen.
Bonifatius scheiterte in der Folgezeit bei dem Versuch, den deutschen König Wenzel zur Kaiserkrönung nach Rom zu holen. 1400 wurde Wenzel abgesetzt und Ruprecht von der Pfalz zu seinem Nachfolger gewählt. Auch sein Plan, nun König Ruprecht in Rom zum Kaiser zu krönen, war nicht erfolgreich. Im Heiligen Jahr 1400 versuchte Bonifatius auch, die anreisenden Pilger für seine Ansprüche gegenüber Benedikt einzunehmen.
Er starb am 1. Oktober 1404 in Rom.